# Nemzeti SC
Der Nemzeti Sport Club, kurz NSC, war ein ungarischer Sportverein aus Budapest. Er stellte insgesamt 21 Jahre eine Mannschaft in der ersten ungarischen Fußballliga, der Nemzeti Bajnokság. Andere Abteilungen wie das Boxen und Schwimmen brachten Olympiateilnehmer hervor.

## Geschichte
Der Nemzeti Sport Club (deutsch Nationaler Sportklub) wurde am 3. Juli 1906 gegründet. Im Jahr 1909 stieg er erstmals in die erste ungarische Fußball-Liga, die Nemzeti Bajnokság, auf. Mit dem dritten Platz in der Saison 1909/10 erzielte er das beste Ergebnis seiner Vereinsgeschichte. In den folgenden Jahren kämpfte der Klub um den Klassenverbleib und musste am Ende der Spielzeit 1913/14 schließlich absteigen. Im Jahr 1919 kehrte der Klub ins Oberhaus zurück, stieg am Saisonende aber umgehend wieder ab. Im Jahr 1924 schaffte Nemzeti erneut den Aufstieg und gehörte im Jahr 1926 zu den Gründungsmitgliedern der ungarischen Profiliga; der Name wurde hierfür in Nemzeti Sportkedvelők Clubja (deutsch Nationaler Klub der Sportler) geändert. Er gehörte der Liga ununterbrochen bis zum Jahr 1940 an und feierte mit zwei fünften Plätzen in den Spielzeiten 1930/31 und 1936/37 seine größten Erfolge. Im Jahr 1945 löste er sich auf. 1957 wurde ein kurzer Versuch unternommen den Verein wiederzubeleben.

### Namen
- 1906–1926: Nemzeti Sport Club
- 1926–1931: Nemzeti Sportkedvelők Clubja
- 1931: Fusion mit Terézvárosi TC
- 1931–1940: VII. kerület Nemzeti Sportkedvelők Köre
- 1940–1945: Nemzeti Sport Club
- 1957: Nemzeti Sport Club

### Olympiateilnehmer
- Károly Bartha, Schwimmer
- Miklós Gelbai, Boxer
- Frigyes Kubinyi, Boxer
- Margit Sipos, Schwimmerin